# Вальверде, Ана
Ана Вальверде (исп. Ana Valverde; 1798, Сантьяго-де-лос-Трейнта-Кабальерос — 20 ноября 1864, Санто-Доминго) — борец за независимость Доминиканской Республики, участвовавшая в 1844 году в Доминиканской войне за независимость против Гаити, а затем в Доминиканской войне за восстановление независимости против Испании. За свою преданность революционному лидеру Хуану Пабло Дуарте и его идеалам она была выслана из страны вместе с другими членами своей семьи.

## Семейная жизнь
Ана Вальверде родилась в 1798 году в Сантьяго-де-лос-Кабальеросе, но выросла в Санто-Доминго. Она была дочерью Хосе Вальверде, адвоката Королевской аудиенсии Эспаньолы, и Долорес Фернандес. Её брат, Мануэль Мария Вальверде, разделял её революционные политические взгляды и стал героем Войны за восстановление независимости, в ходе которой испанцы были вытеснены с острова, а страна была восстановлена как республика.
Вальверде никогда не была замужем и не имела детей, посвятив себя полностью борьбе за независимость. Она приходилась тётей президенту Хосе Десидерио Вальверде и двоюродной сестрой священнику Антонио Санчесу Вальверде.

## Революционная деятельность
Ана Вальверде занималась изготовлением патронов и снарядов в мастерской, организанной в доме семьи Равело. Вместе с ней там трудились сёстры Дуарте (особенно активно работала Роса) Фроилана Феблес и сёстры Петронила и Альтаграсия Абреу-и-Дельгадо. Эти боеприпасы использовались в борьбе за независимость от Гаити и Испании в 1844 и 1863 годах соответственно.
В ходе начала войны 1844 года Вальверде организовала сбор средств среди своих знакомых женщин на укрепление защитной стены в Санто-Доминго. Она также активно старалась привлечекать других женщин к борьбе за независимость и подогревала протестные настроения.

## Последние годы
Когда в 1844 году к власти пришел Педро Сантана, Вальверде и её брат были временно сосланы в Пуэрто-Рико .
Ана умерла в Санто-Доминго в 1864 году. Не осталось каких-либо фотографий, рисунков или записей, свидетельствующих о её внешности. В её честь названа улица в районе Вилья-Консуэло в Санто-Доминго. Улица Аны Вальверде начинается в Хосефа Бреа, в районе Социального Благоустройства, и заканчивается в Карлос Ноуэль.